# جنبش ویکی‌مدیا
جنبش ویکی‌مدیا (نهضت ویکی‌مدیا) (به انگلیسی: Wikimedia movement)، یا به صورت خلاصه ویکی‌مدیا، یک اجتماع (انجمن) جهانی برای مشارکت کنندگان در پروژه‌های بنیاد ویکی‌مدیا می‌باشد. این جنبش در ابتدا برای اجتماع دائرةالمعارف ویکی‌پدیا ساخته شد، و از آن موقع روی پروژه‌های دیگر ویکی‌مدیا نیز گسترش یافته‌است، که شامل پروژه‌های مشترک «منبع مشترک ویکی‌مدیا» و «ویکی‌داده» می‌شود، این اجتماع شامل برنامه نویسان داوطلبی که در نوشتن موتور ویکی «مدیاویکی» مشارکت کرده‌اند نیز می‌شود. این داوطلبان به وسیلهٔ سازمان‌های بیشماری در سراسر جهان پشتیبانی می‌شوند، که شامل بنیاد ویکی‌مدیا، و قسمت‌های مختلف آن، سازمان‌های با موضوع خاص، و گروه‌های کاربران می‌شود.
کلمهٔ ویکی‌مدیا از دو بخش «ویکی» و «مدیا» تشکیل شده‌است، و توسط نویسندهٔ آمریکایی «شلدون رامپتون» در در مارس سال ۲۰۰۳ و در یک نامهٔ انگلیسی اختراع شد. این زمان، سه ماه پس از معرفی «ویکی‌واژه» که به عنوان دومین پروژهٔ مبتنی بر ویکی در پلتفورم جیمی ویلز قرار گرفته بود، انجام شد. سه ماه پس از آن «بنیاد ویکی‌مدیا» معرفی و در آن گنجانده شد. از کلمهٔ «ویکی‌مدیا» ممکن است برای ارجاع به «پروژه‌های ویکی‌مدیا» استفاده شود.